# ブラー・スタジオ
ブラー・スタジオ（Blur Studio）は、アメリカ合衆国のCGアニメーション制作会社。主にゲームのプロモーションムービーの制作を手掛けている他、映画・テレビ番組のVFXやタイトル・シークエンスの制作も行っている。

## 概要
1995年にティム・ミラーとデイヴィッド・スティネット(David Stinnett)によって設立。2005年に自社制作の短編アニメ『Gopher Broke』が第77回アカデミー賞において最優秀短編アニメーション賞にノミネート。
映画分野では、1999年に公開された『サウスパーク/無修正映画版』で「天国と地獄」のシークエンスを手掛け、2009年に『アバター』で宇宙空間でのシークエンスを担当。2011年に『ドラゴン・タトゥーの女』、2016年に『デッドプール』のタイトルバックをそれぞれ手掛けている。
2019年には自社プロデュースによるWebアニメシリーズ作品『ラブ、デス&ロボット』を動画配信サービスNetflixにて公開し、コンテンツ製作の分野に進出。2020年に公開された映画『ソニック・ザ・ムービー』には製作会社として参加。2024年にはAmazon MGMスタジオとの共同製作によるWebアニメシリーズ『シークレット・レベル』をAmazonプライム・ビデオにて公開した。
広告賞の受賞経験もあり、2016年にゲーム『Halo Wars 2』、2017年に『タイタンフォール2』のプロモーションムービーでクリオ賞においてそれぞれ銀賞と銅賞を受賞している。

## 製作作品
※IMDbの情報より。

### 映画
- ソニック・ザ・ムービー Sonic the Hedgehog（監督:ジェフ・ファウラー、2020年）
- ソニック・ザ・ムービー/ソニック VS ナックルズ Sonic the Hedgehog 2（監督:ジェフ・ファウラー、2022年）
- ソニック×シャドウ TOKYO MISSION Sonic the Hedgehog 3（監督:ジェフ・ファウラー、2024年）

### アニメシリーズ
- ラブ、デス&ロボット Love, Death & Robots（Netflix、2019年 -）
- シークレット・レベル Secret Level（Amazonプライム・ビデオ、2024年 -）

### 短編アニメ
- Aunt Luisa (2002年)
- Rockfish (2003年)
- Gopher Broke (2004年)
- In the Rough (2005年)
- A Gentlemen's Duel (2006年)

## 参加作品
※IMDbの情報および会社サイトより。

### 映画
| ! # | 公開年 | 日本語題/原題                                                         | 備考                                                 |
| --- | ------ | --------------------------------------------------------------------- | ---------------------------------------------------- |
| 1   | 1998年 | ザ・グリード Deep Rising                                              | 劇中シークエンス制作                                 |
| 2   | 1999年 | サウスパーク/無修正映画版 South Park: Bigger, Longer & Uncut          | 劇中シークエンス制作                                 |
| 3   | 2006年 | ロッキー・ザ・ファイナル Rocky Balboa                                 | 劇中CG映像制作                                       |
| 4   | 2009年 | アバター Avatar                                                       | 劇中シークエンス制作                                 |
| 5   | 2010年 | スコット・ピルグリム VS. 邪悪な元カレ軍団 Scott Pilgrim vs. the World | 劇中ゲームコンテンツ映像制作                         |
| 6   | 2011年 | ドラゴン・タトゥーの女 The Girl with the Dragon Tattoo                | オープニングタイトルバック制作                       |
| 7   | 2012年 | バトルシップ Battleship                                               | VFX制作                                              |
| 8   | 2012年 | アメイジング・スパイダーマン The Amazing Spider-Man                   | オープニングタイトルバック制作                       |
| 9   | 2013年 | マン・オブ・スティール Man of Steel                                   | エンディングタイトルバック制作                       |
| 10  | 2013年 | マイティ・ソー/ダーク・ワールド Thor: The Dark World                  | 冒頭シークエンスおよびエンディングタイトルバック制作 |
| 11  | 2014年 | アメイジング・スパイダーマン2 The Amazing Spider-Man 2                | エンディングタイトルバック制作                       |
| 12  | 2015年 | アベンジャーズ/エイジ・オブ・ウルトロン Avengers: Age of Ultron       | VFX制作                                              |
| 13  | 2016年 | デッドプール Deadpool                                                 | オープニングおよびエンディングタイトルバック制作     |
| 14  | 2016年 | アリス・イン・ワンダーランド/時間の旅 Alice Through the Looking Glass | エンディングタイトルバック制作                       |
| 15  | 2019年 | ターミネーター:ニュー・フェイト Terminator: Dark Fate                 | VFX制作                                              |

### テレビ番組
| 放送年 | 日本語題/原題                                           | 備考               |
| ------ | ------------------------------------------------------- | ------------------ |
| 1996年 | パンドラ・クロック/人類滅亡へのフライト Pandora's Clock | CGシークエンス制作 |
| 2011年 | ジェシー! Jessie                                        | タイトルバック制作 |
| 2011年 | オースティン&アリー Austin & Ally                       | タイトルバック制作 |
| 2013年 | ベイツ・モーテル Bates Motel                            | タイトルバック制作 |

### ゲーム
- BioShock2（開発元:2K Marin、プロモーションムービー制作）
- BioShock Infinite（開発元:Irrational Games、プロモーションムービー・CM制作）
- DARK SOULS II（開発元:フロム・ソフトウェア、プロモーションムービー制作）
- Dishonored（開発元:Arkane Studios、プロモーションムービー制作）
- Destiny 2（開発元:バンジー、プロモーションムービー制作）
- Dragon Age: Origins（開発元:バイオウェア、プロモーションムービー制作）
- DOOM (2016)（開発元:id Software、プロモーションムービー制作）
- Fable III（開発元:Lionhead Studios、プロモーションムービー制作）
- Far Cry 3（開発元:ユービーアイソフト、プロモーションムービー制作）
- Far Cry 5（開発元:ユービーアイソフト、プロモーションムービー制作）
- Halo 4（開発元:343 Industries、プロモーションムービー制作）
- Halo Wars（開発元:バンジー/アンサンブルスタジオ、プロモーションムービー制作）
- Halo Wars 2（開発元:343 Industries、プロモーションムービー制作）
- League of Legends（開発元:ライアットゲームズ、プロモーションムービー制作）
- Planetside2（開発元:ソニーオンラインエンタテインメント、プロモーションムービー制作）
- PLAYERUNKNOWN'S BATTLEGROUNDS（開発元:PUBG Corporation、プロモーションムービー制作）
- Rogue Company（開発元:First Watch Games、プロモーションムービー制作）
- The Elder Scrolls Online（開発元:ゼニマックス・オンライン・スタジオ、プロモーションムービー・CM制作）
- VALORANT（開発元:ライアットゲームズ、プロモーションムービー制作）
- Warframe（開発元:Digital Extremes、拡張コンテンツのプロモーションムービー制作[19]）
- アサシン クリード ユニティ Assassin's Creed: Unity（開発元:ユービーアイソフト、CM制作）
- インジャスティス:神々の激突 Injustice: Gods Among Us（開発元:NetherRealm Studios、プロモーションムービー制作）
- 王者栄耀（開発元:テンセントゲームズ、プロモーションムービー制作）
- コール オブ デューティ モダン・ウォーフェアII Call of Duty: Modern Warfare II（開発元:Infinity Ward/Treyarch、ゲームシネマティクス制作[20]）
- シャドウ・オブ・ウォー Middle-Earth: Shadow of War（開発元:Monolith Productions、プロモーションムービー制作）
- シャドウ オブ ザ トゥームレイダー Shadow of the Tomb Raider（開発元:クリスタル・ダイナミックス、プロモーションムービー制作）
- タイタンフォール2 Titanfall 2（開発元:Respawn Entertainment、プロモーションムービー制作）
- ダンテズ・インフェルノ 〜神曲 地獄篇〜 Dante's Inferno（開発元:Visceral Games、プロモーションムービー制作）
- 伝説対決 -Arena of Valor- 傳說對決（開発元:テンセントゲームズ、プロモーションムービー制作）
- ディビジョン Tom Clancy's The Division（開発元:ユービーアイソフト、プロモーションムービー制作）
- トゥームレイダー アンダーワールド（英語版） Tomb Raider: Underworld（開発元:クリスタル・ダイナミックス、プロモーションムービー制作）
- ナイツコントラクト（開発元:ゲームリパブリック、プロモーションムービー制作）
- バイオハザード オペレーション・ラクーンシティ（開発元:カプコン/Slant Six Games、プロモーションムービー制作）
- バットマン アーカム・アサイラム Batman: Arkham Asylum（開発元:Rocksteady Studios、プロモーションムービー制作）
- バットマン アーカム・シティ Batman: Arkham City（開発元:Rocksteady Studios、プロモーションムービー制作）
- バットマン アーカム・ナイト Batman: Arkham Knight（開発元:Rocksteady Studios、プロモーションムービー制作）
- バットマン アーカム・ビギンズ Batman: Arkham Origins（開発元:Rocksteady Studios、CM制作）
- マフィアIII Mafia III（開発元:Hanger 13、プロモーションムービー制作）
- レインボーシックス シージ Rainbow Six Siege（開発元:ユービーアイソフト、プロモーションムービー制作）